# Măgura (Buzău)
Măgura è un comune della Romania di 2 226 abitanti, ubicato nel distretto di Buzău, nella regione storica della Muntenia.
Il comune è formato dall'unione di 2 villaggi: Ciuta e Măgura.
Di particolare interesse nel comune sono:
- Il parco delle sculture, museo all'aperto ubicato nei pressi del Monastero di Ciolanu, dove si trovano 256 lavori in pietra locale eseguiti nell'arco di 16 anni.
- La fontana di Mihai Viteazul nel villaggio di Ciuta, imponente opera dello scultore Gheorghe Coman che rappresenta l'ingresso di Mihai Viteazul in Transilvania il 14 ottobre 1599.